# Wolfgang Loch
Wolfgang Loch (* 10. Mai 1915 in Berlin; † 7. Februar 1995) war ein deutscher Psychoanalytiker, Hochschullehrer und von 1971 bis 1982 erster Inhaber des speziell für ihn eingerichteten Lehrstuhls für Psychoanalyse und Psychotherapie an der Universität Tübingen.

## Leistungen
Loch studierte von 1933 bis 1938 Medizin und promovierte 1939 mit einer pharmakologisch-experimentellen Arbeit an der Universität Berlin. Von 1939 an war er zum Kriegsdienst eingesetzt und kam danach bis 1947 in Gefangenschaft. Nach seiner Rückkehr verfolgte er seine Ausbildung zum Facharzt für Innere Medizin sowie für Neurologie und Psychiatrie. Er war fünf Jahre als Oberarzt tätig am Psychiatrischen Landeskrankenhaus in Berlin. Der Psychoanalyse wandte er sich seit 1949 zu. Ab 1956 arbeitete und lehrte er an der Psychosomatischen Klinik der Universität Heidelberg, ab 1960 am Sigmund-Freud-Institut in Frankfurt am Main. Tilmann Moser urteilte über ihn, dass die psychotherapeutische Klinik zwar das Fundament seiner Erkenntnis sei, die Psychoanalyse aber ein Denksystem für ihn sei mit dem Anspruch, die Nachbarwissenschaften einschließlich der Philosophie zu befruchten. Er wurde wesentlich von Michael Balint beeinflusst und arbeitete bei Alexander Mitscherlich in Heidelberg und Frankfurt am Main. Schwerpunkte seiner Arbeit lagen in psychoanalytischer Theorie und Krankheitslehre, er verfasste Lehrbücher, wie Die Krankheitslehre der Psychoanalyse. (1967). Auch bildete er Lehrer und Sozialarbeiter weiter. Er wagte sich auf das Gebiet der psychoanalytischen Theorie der Psychosen vor.

## Leben
1971 war Loch an der Gründung eines Ausbildungszentrums beteiligt, der Psychoanalytischen Arbeitsgemeinschaft Stuttgart-Tübingen. Von 1972 bis 1975 fungierte er als Vorsitzender der Deutschen Psychoanalytischen Vereinigung (DPV) und zugleich Vizepräsident der Internationalen Psychoanalytischen Vereinigung (IPA). Ab 1990 war er Ehrenmitglied der DPV.
Sein Nachfolger auf dem Tübinger Lehrstuhl war Heinz Henseler. Zum Gedenken an Wolfgang Loch veranstaltet eine eigene Stiftung seit 2000 alljährlich in Tübingen eine Wolfgang-Loch-Vorlesung.

## Schriften (Auswahl)
- Über die Bedeutung verschiedener Substrate für den Ablauf des Erregungsstoffwechsels am Speicheldrüsengewebe. Dissertation Berlin 1939.
- Voraussetzungen, Mechanismen und Grenzen des psychoanalytischen Prozesses. Huber, Bern 1965.

- Die Krankheitslehre der Psychoanalyse: Eine Einführung. Hirzel, Stuttgart 1967 (6., vollständig überarbeitete und erweiterte Auflage 1999, ISBN 3-7776-0852-1).
- Zur Theorie, Technik und Therapie der Psychoanalyse. Fischer, Frankfurt/M. 1972, ISBN 3-10-844801-3.
- Über Begriffe und Methoden der Psychoanalyse. Huber, Bern 1975, ISBN 3-456-80045-2.
- Perspektiven der Psychoanalyse. Hirzel, Stuttgart 1986, ISBN 3-7776-0414-3.

- Deutungs-Kunst: Dekonstruktion und Neuanfang im psychoanalytischen Prozess. Diskord, Tübingen 1993, ISBN 3-89295-570-0.
- Theorie und Praxis von Balint-Gruppen: Gesammelte Aufsätze. Diskord, Tübingen 1995, ISBN 3-89295-587-5.
- „Mit Freud über Freud hinaus“: Ausgewählte Vorlesungen zur Psychoanalyse. Diskord, Tübingen 2001, ISBN 3-89295-707-X.
- Erinnerung, Entwurf und Mut zur Wahrheit im psychoanalytischen Prozess. Gesammelte Schriften. Brandes & Apsel, Frankfurt/M. 2010, ISBN 978-3-86099-640-9.